# Knox City (Texas)
Knox City è un centro abitato degli Stati Uniti d'America situato nella contea di Knox dello Stato del Texas.
La popolazione era di 1.130 persone al censimento del 2010.

## Geografia fisica
Knox City è situata a 33°25′03″N 99°48′54″W (33.417565, -99.814957).
Secondo lo United States Census Bureau, ha un'area totale di 0,8 miglia quadrate (2,1 km²).

## Società

### 2010
Secondo il censimento del 2010 c'erano 1.130 persone, con un decremento del 7,30% dal 2000 (89 persone). La composizione etnica della città era formata dal 73,54% di bianchi (831 persone), il 6,73% di afroamericani (76 persone), lo 0,44% di nativi americani (5 persone), lo 0,18% di asiatici (2 persone), il 16,73% di altre razze (189 persone), e il 2,39% di due o più etnie (27 persone). Ispanici o latinos di qualunque razza erano il 30,44% della popolazione (344 persone).

### 2000
Secondo il censimento del 2000, c'erano 1.219 persone, 486 nuclei familiari e 320 famiglie residenti nella città. La densità di popolazione era di 1.457,3 persone per miglio quadrato (560,3/km²). C'erano 613 unità abitative a una densità media di 732,8 per miglio quadrato (281,8/km²). La composizione etnica della città era formata dal 71,86% di bianchi (876 persone), l'8,70% di afroamericani (106 persone), lo 0,66% di nativi americani (8 persone), lo 0,41% di asiatici (5 persone), lo 0,08% di isolani del Pacifico (1 person), il 14,44% di altre razze (176 persone), e il 3,86% di due o più etnie (47 persone). Ispanici o latinos di qualunque razza erano il 23,54% della popolazione (287 persone).
C'erano 486 nuclei familiari di cui il 28,8% aveva figli di età inferiore ai 18 anni, il 52,7% aveva coppie sposate conviventi, il 10,3% aveva un capofamiglia femmina senza marito, e il 34,0% erano non-famiglie. Il 31,9% di tutti i nuclei familiari erano individuali e il 20,2% aveva componenti con un'età di 65 anni o più che vivevano da soli. Il numero di componenti medio di un nucleo familiare era di 2,37 e quello di una famiglia era di 3,01.
La popolazione era composta dal 25,8% di persone sotto i 18 anni, il 7,1% di persone dai 18 ai 24 anni, il 21,1% di persone dai 25 ai 44 anni, il 21,5% di persone dai 45 ai 64 anni, e il 24,4% di persone di 65 anni o più. L'età media era di 42 anni. Per ogni 100 femmine c'erano 89,6 maschi. Per ogni 100 femmine dai 18 anni in giù, c'erano 87,2 maschi.
Il reddito medio di un nucleo familiare era di 25.583 dollari e quello di una famiglia era di 30.000 dollari. I maschi avevano un reddito medio di 24.688 dollari contro i 19.318 dollari delle femmine. Il reddito pro capite era di 14.732 dollari. Circa il 13,8% delle famiglie e il 20,2% della popolazione erano sotto la soglia di povertà, incluso il 30,5% di persone sotto i 18 anni e il 14,2% di persone di 65 anni o più.